# Dana Ashbrook
Dana Ashbrook (San Diego, California; 24 de mayo de 1967) es un actor estadounidense conocido sobre todo por haber interpretado el papel de Bobby Briggs en la serie de culto Twin Peaks.

## Biografía
Dana Ashbrook nació en San Diego. Su padre es el director de Palomar College Departament of Performing Arts, y su madre es una maestra de teatro local. Su hermana es la actriz Daphne Ashbrook y su hermano es el escritor Taylor Ashbrook. 
Cuando él era adolescente el agente de su hermana Daphne lo vio actuar en teatro en su secundaria y le gustó su interpretación. 
Dana cuando era aún adolescente comenzó participando en series de televisión, en 1988 protagonizó Return of the Living Dead Part II junto a James Karen, Thom Matthews, Marsha Dietlein, Suzanne Snyder y Michael Kenworthy. 
En 1988 actuó en la película Waxwork junto a Zach Galligan. 
En 1989 actuó en la película She's Out of Control. 
En 1990 actuó en la película Ghost Dad, ese mismo año fue uno de los protagonistas de la serie de televisión Twin Peaks, en la cual actuó desde su inicio a su finalización de 1990 a 1991. Por el éxito de la serie en 1992 actuó en la película Twin Peaks: Fire Walk with Me dirigida por David Lynch. 
A lo largo de su carrera ha participado en varias películas y series de televisión. 
Es tío de la actriz Paton Ashbrook.

## Filmografía

### Películas
- Please Baby Please (2022) .... Cal[2]
- Minor Premise (2020)
- Python 2 (2002) .... Dwight Stoddard
- Late Phases (2014) ... Westmark
- The Last Place on Earth (2002) .... Rob Baskin
- Angels Don’t Sleep Here (2002) .... Michael/Jessie Daniels
- New Alcatraz (2001) .... Kelly Mitich
- Puzzled (2001) .... Ryan
- Blink of an Eye (1999) .... Mikey
- Interstate 5 (1998) .... Seth
- W.E.I.R.D. World (1995) .... Dylan Bledsoe
- Comfortably Numb (1995) .... William Best
- Golden Gate (1994) .... Rudi Venera
- The Coriolis Effect (1994) .... Ray
- Cityscrapes: Los Angeles (1994) .... Hipster
- Desperate Journey: The Allison Wilcox Story (1993) .... Marc
- Bonnie & Clyde: The True Story (1992) .... Clyde Barrow
- Twin Peaks: Fire Walk with Me (1992) .... Bobby Briggs
- The Willies (1990) .... Tough Dude
- Ghost Dad (1990) .... Tony Ricker
- Sundown: The Vampire in Retreat (1990) .... Jack
- Girlfriend from Hell (1989) .... Chaser
- She's Out of Control (1989) .... Joey
- Waxwork (1988) .... Tony
- Return of the Living Dead Part II (1988) .... Tom Essex
- Attack of the Killer Tomatoes! (1978) .... Niño en bote

## Series de televisión
High Potential (2024) episode 8- Morris Jardine
- Crash .... Jimmy (1 episodio: Episode #2.1, 2009)
- The Kill Point .... Tony (6 episodios, 2007)
- Law & Order: Special Victims Unit .... Paddy Kendall (1 episodio: Haystack, 2007)
- Deadwood .... Hearst Goon (1 episodio: Tell him something pretty, 2006)
- The Division .... Carl (1 episodio: It's the Real Thing, 2004)
- Dawson's Creek .... Rich Rinaldi (9 episodios, 2002-2003)
- Charmed .... T.J. (1 episodio: Just Harried, 2001)
- Jack & Jill .... Frank, tipo soltero desesperado en la boda (1 episodio: What weddings do to people, 2001)
- The Pretender .... Cam Larsen (1 episodio: Rules of engagement, 2000)
- Welcome to Paradox .... Policía federal Marshal Stu Clemens (1 episodio: Into the shop, 1998)
- Crisis Center .... Off. Gary McDermott (5 episodios, 1997)
- The Outer Limits .... Cain (1 episodio: Resurrection, 1996)
- Jack's Place .... Joe Riley (1 episodio: Forever, 1992)
- The Hidden Room .... Matt (1 episodio: Taking back the night, 1991)
- Twin Peaks .... Bobby Briggs (30 episodios, 1990-1991)
- 21 Jump Street .... Mark Stevens (1 episodio: Whose choice is it anyways?, 1988)
- ABC Afterschool Specials .... Brian (1 episodio: Just a regular kid: An AIDS story, 1987)
- Knots Landing .... Adolescente (2 episodios, 1987)
- Cagney & Lacey .... Kevin Slade (1 episodio: Capitalism, 1986)